# Theodor Burchardi

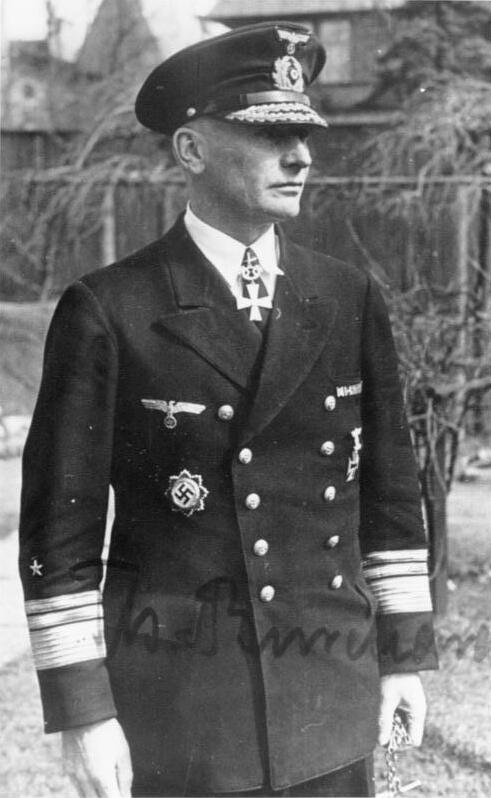
El vicealmirante Theodor Burchardi en 1944

Theodor Burchardi (* 14 de mayo de 1892 en Homberg (Efze, Hesse) - † 12 de agosto de 1983 en Glücksburg) era un marino alemán que fue almirante en la Segunda Guerra Mundial.

## Biografía
Burchardi ingresó el 1 de abril de 1911 como guardiamarina en la Marina Imperial alemana, teniendo como buque escuela el crucero protegido SMS Hansa. Después estudió en la Escuela Naval, donde fue ascendido a alférez de fragata el 15 de abril de 1912, pasando el 1 de octubre de 1913 al crucero protegido Seydlitz.
En su nuevo destino, poco después de estallar la Primera Guerra Mundial, fue ascendido el 3 de agosto de 1914 a Leutnant zur See, empleo inferior al de alférez de navío. El 3 de enero de 1915 fue trasladado al crucero protegido Moltke y del 6 de mayo al 15 de junio de 1915 siguió un curso rápido de entrenamiento artillero en el Kaiserin Augusta. Después fue destinado a la 1ª Semiflotilla de Torpederos como oficial de guardia. Tras ascender el 26 de abril de 1917 a alférez de navío, Burchardi recibió por primera vez el mando de una unidad, el torpedero G 39, en el que permaneció hasta fines de 1918.
Tras el fin de la guerra, Burchardi fue admitido en la Reichsmarine y asignado a las Fuerzas Navales del Báltico. El 23 de agosto de 1920 tomó el mando del dragaminas M 2. A continuación, Burchardi fue nombrado el 27 de septiembre de 1921 jefe de compañía en la 6ª Sección de Artillería Naval en Emden, ascendiendo a teniente de navío el 1 de febrero de 1922. A partir del 23 de septiembre de 1924, volvió a recibir el mando de un buque, el torpedero G 11. Después fue durante un año ayudante del Inspector de la Artillería Naval, y el 3 de octubre de 1927 fue destinado como oficial de artillería al crucero ligero Amazone, y con el mismo cargo al crucero ligero  Nymphe desde el 3 de enero al 14 de marzo de 1929. Desde allí Burchardi fue destinado el 17 de abril de 1929 como oficial de artillería al recién alistado crucero ligero Königsberg, ascendiendo a capitán de corbeta el 1 de enero de 1930 lo trasladaron como Comandante de la 5ª Sección de Artillería a Pillau, donde también ejerció repetidas veces como representante del Jefe de la Comandancia. A continuación Burchardi se hizo cargo durante dos años a partir del 1 de octubre de 1934 del Departamento de Instrucción Naval del Báltico en Stralsund y el 1 de abril de 1935 ascendió a capitán de fragata. Después se le confió durante un año la dirección del Departamento de Artillería Naval de Kiel.
Ascendido a capitán de navío el 1 de enero de 1937, Burchardi recibió el 15 de octubre siguiente el mando del crucero ligero Köln y entre otras misiones, desempeñó con él las de vigilancia de la costa española del Mar Mediterráneo durante la Guerra Civil Española.
El buque intervino en el Báltico al comienzo de la Segunda Guerra Mundial. Burchardi fue relevado el 14 de enero de 1940, cuando se le destinó como jefe de Estado Mayor del Astillero de la Kriegsmarine en Kiel. El 1 de enero de 1941 fue ascendido a contraalmirante y el 19 de mayo siguiente se le nombró Comandante D de la Armada (Marinebefehshaber D), y tras el cambio de nombre del departamento el 6 de noviembre de 1941, Comandante y Almirante del Este. El 1 de febrero de 1943 ascendió a vicealmirante.
El 17 de junio de 1944, Burchardi fue nombrado Almirante en Jefe del Báltico Oriental, ascendiendo el 1 de enero de 1945 a almirante. En los últimos meses de la guerra, Burchardi consiguió, con las unidades navales de su ámbito de responsabilidad, organizar en el Báltico la retirada de las tropas alemanas y la evacuación de refugiados que huían del avance del Ejército Rojo.
Burchardi fue hecho prisionero de guerra el 18 de abril de 1945 por los británicos, que lo dejaron en libertad el 24 de febrero de 1946.

## Valoración
El periódico de extrema derecha National-Zeitung presentó a Burchardi en mayo de 2000 en su serie sobre "Grandes soldados alemanes, héroes inmortales". El almirante se contaría entre "los más nobles y meritorios soldados alemanes" que habrían contribuido a que "más de dos millones de personas se salvaran de las garras de Stalin". La serie se dedicó a honrar exclusivamente a soldados que mantuvieron su adhesión al régimen nacional-socialista, y usó en buena medida las expresiones propias de la propaganda nazi y de la Wehrmacht. El politólogo Fabian Virchow opina que esta serie presenta „la concepción de la extrema derecha, que selecciona los hechos históricos con el fin de retratar a los hombres en interés de colectivos nacionales o populares". Las caracterizaciones muestran "al mismo tiempo un concepto de la masculinidad cuyo perfil, muy unilateral, se marca por medio de cualidades como la dureza, la capacidad de sacrificio, la audacia, la valentía, la terquedad, la agudeza o la resistencia".

## Condecoraciones
- Cruz de Hierro (1914) de 2ª y 1ª Clase
- Broche para la Cruz de Hierro de 2ª y de 1ª Clase.
- Cruz Alemana de oro el 31 de marzo de 1944[3]
- Cruz de Caballero de la Cruz de Hierro con Hojas de Roble[3]
  - Cruz de Caballero el 29 de septiembre de 1944
  - Hojas de Roble el 8 de abril de 1945 (823ª concedida)
- Orden Finlandesa de la Cruz de la Libertad de 1ª Clase, el 7 de junio de 1943